# في ليلة ممطرة (فلم)
في ليلة ممطرة، أو ليلة ممطرة هو فيلم أُنتج عام 1939 من بطولة يوسف وهبي، وليلة مراد. الفيلم مستوحى من قص فاني Fanny لمارسيل بانيول.

## قصة الفيلم
سنية (ليلى مراد) يتقدم لخطبتها شاب مخادع، فيرفضه والدها. يقوم الشاب المخادع بالإيقاع بها، وسلبها شرفها. فيقوم الأب بتزويجها من أحمد الشاب الفقير (يوسف وهبي) ليخفي عارها.

## أغاني الفيلم
ألف أغاني الفيلم كلٌ من حسين المانسترلي، وعلي شكري، ولحنها محمد القصبجي، ورياض السنباطي.
| الأغنية           | المؤلف          | الملحن        |
| ----------------- | --------------- | ------------- |
| يا قلبي مالك      | حسين المانسترلي | رياض السنباطي |
| ليلة الدخلة       | حسين المانسترلي | رياض السنباطي |
| بعدت ليه يا حبيبي | حسين المانسترلي | رياض السنباطي |
| يا بدر نورك       | حسين المانسترلي | محمد القصبجي  |
| يا شكيت           | علي شكري        | محمد القصبجي  |
| قاسيت الدنيا      | علي شكري        | محمد القصبجي  |
| فرح فؤادي         |                 |               |
| يا قلبي اصبر      |                 |               |